# 齐齐哈尔医学院
齐齐哈尔医学院简称“齐医”，是黑龙江省齐齐哈尔市劳动湖畔的一所省属高等医学院校。创立于1946年2月。

## 校风
团结、勤奋、严谨、求实

## 历史沿革
- 1946年2月，根据东北革命根据地医药卫生事业发展的需要，黑龙江军区卫生部建立了黑龙江军区军医学校。地址设在当时黑龙江省政府所在地北安市，后曾两次易名。
- 1948年10月，根据当时西满地区卫生防疫事业的需要，嫩江省政府在省政府所在地的齐齐哈尔市建立了嫩江省立卫生学校。
- 1949年5月，随着嫩江省与黑龙江省合并为黑龙江省，黑龙江省卫生学校与嫩江省立卫生防疫学校合并，建立了黑龙江省立卫生干部学校。而后曾两次更名。
- 1961年9月学校校址由齐齐哈尔市光复街迁至富拉尔基区向阳街。
- 1969年在文化大革命中，学校分散到齐齐哈尔市的五个医院，教学设备和资源遭到严重破坏。
- 1971年学校恢复办学。
- 1978年12月学校由中等专业体制升格为高等专业体制,并更名为齐齐哈尔医学专科学校。
- 1986年3月建成齐齐哈尔医学院。1996年8月学院般迁至和平路原东北重型机械学院校址。2008年5月13日整体搬迁至齐齐哈尔市建华区北大街333号。

齐齐哈尔医学院历史沿革一览表（按建立时间排序）

| 学校名称        | 历史上的校名           | 所在地     | 建立时间 |
| 齐齐哈尔 医学院 | 黑龙江军区军医学校     | 北安市     | 1946.2   |
| 齐齐哈尔 医学院 | 黑龙江军区卫生学校     | 北安市     | 1947初   |
| 齐齐哈尔 医学院 | 黑龙江省卫生学校       | 北安市     | 1948.12  |
| 齐齐哈尔 医学院 | 嫩江省立卫生防疫学校   | 齐齐哈尔市 | 1948.10  |
| 齐齐哈尔 医学院 | 黑龙江省立卫生干部学校 | 齐齐哈尔市 | 1949.5   |
| 齐齐哈尔 医学院 | 黑龙江省医士学校       | 齐齐哈尔市 | 1951.1   |
| 齐齐哈尔 医学院 | 齐齐哈尔医士学校       | 齐齐哈尔市 | 1953.1   |
| 齐齐哈尔 医学院 | 齐齐哈尔医学专科学校   | 齐齐哈尔市 | 1978.12  |
| 齐齐哈尔 医学院 | 齐齐哈尔医学院         | 齐齐哈尔市 | 1986.3   |

## 现状介绍
学院专业涵盖了医、理、工、管四个学科门类。学院优势学科有：药理学、临床医学、精神病与精神卫生学、病理学、医学心理学、局部解剖学、预防医学。特色专业为本科临床医学专业（妇产科学方向）和精神医学专业以及应用心理学（临床心理学方向）。
学院现有普通高等教育本、专科在校生9366人。学院现有教职工3453人，副高职以上人员952 人，具有硕士学位以上的教师达50%以上，学院还聘请国内外知名专家、学者为客座教授，定期到校与师生进行学术交流。学院现有固定资产总值4.9亿元，教学、科研仪器设备总值6000余万元，馆藏图书84万册。
2007年，学院被列为国家一类特色专业重点建设点。现有国家级一类特色专业1个，省级重点建设专业3个，省级重点学科2个，省级精品课程4个，省级教学团队1个，省级教学名师2人。

## 附属医院
1. 齐齐哈尔医学院第一附属医院（1959年齐齐哈尔市第三医院划归学校做附属医院。）
2. 齐齐哈尔医学院第二附属医院（1982年黑龙江省卫生厅决定将嫩江地区中心医院作为学校的第二附属医院（暂隶属嫩江公署），1988年1月随着嫩江地区与齐齐哈尔的合并，嫩江地区中心医院正式过渡为学校第二附属医院。 ）
3. 齐齐哈尔医学院第三附属医院（2000年起作为第四附属医院。）
4. 齐齐哈尔医学院第四附属医院（2004年末作为第四附属医院。)筹并入第二附属医院管理。
5. 齐齐哈尔医学院第五附属医院（2005年初作为第五附属医院。）
6. 齐齐哈尔医学院第六附属医院（1952年，黑龙江省立第一医院（现齐齐哈尔第一医院）作为学校的教学医院。2005年为第六附属医院。）
7. 齐齐哈尔医学院第七附属医院（并入第三附属医院）
8. 齐齐哈尔医学院第八附属医院
9. 大庆油田总医院
10. 哈尔滨第一专科医院

## 研究所及其它机构
- 齐齐哈尔医药科学研究所，下设分子生物学研究室、药物研究室、生育改善研究室、微生态研究室、老年药学研究室等专门实验室及专门为科研提供各种检测、测试服务的中心实验室，配备了药学、生物技术、形态等专业的专职科研人员15人。
- 神经科学研究所
- 精神卫生研究所
- 血液病学研究所
- 齐齐哈尔市心理卫生协会
- 齐齐哈尔青少年心理咨询中心
- 妇产科学研究所

## 专业设置
1. 药学
2. 护理学
3. 临床医学
4. 精神医学
5. 医学检验
6. 医学影像
7. 口腔医学
8. 预防医学
9. 制药工程
10. 应用心理学
11. 公共事业管理
12. 社会工作
13. 药物制剂
14. 中药学
15. 信息管理与信息系统
16. 康复治疗学
17. 临床医学妇产科学方向
18. 临床医学病理学方向

（2009年起不招专科生），成人教育设有10个本科专业，7个专科专业。

## 教学院系设置
1. 基础医学院
2. 精神卫生学院
3. 药学院
4. 体育部
5. 社科部
6. 公共卫生学院
7. 医学技术学院
8. 护理学院
9. 成人及继续教育学院
10. 外语部
11. 第一临床医学院
12. 第二临床医学院
13. 第三临床医学院
14. 第四临床医学院

## 学术期刊
- 《齐齐哈尔医学院学报》
  - 1979年創辦，公開發行之綜合性學術類月刊，刊號為 CN23-1278/R 及 ISSN1002-1256。
- 《中华现代护理杂志》
- 《神经疾病与精神卫生》